# کن ایواسه
کن ایواسه (انگلیسی: Ken Iwase؛ زادهٔ ۸ ژوئیهٔ ۱۹۷۵) بازیکن فوتبال اهل ژاپن است.
از باشگاه‌هایی که در آن بازی کرده‌است می‌توان به باشگاه فوتبال اوراوا رد دیاموندز اشاره کرد.